# Абрамов Микола Миколайович (художник)
Мико́ла Микола́йович Абра́мов (4 червня 1950 , Муром, Владимирська область ) — російський художник; з 1989 року — член Спілки художників Росії та священнослужитель Муромської єпархії Російської православної церкви, протоієрей.

## Біографія
Народився 4 червня 1950 року в Муромі, у Володимирській області.
З 1962 року навчався у Московській середній художній школі, але не закінчив її та в 1965 році вступив до Пензенського художнього училища імені К. А. Савицького на відділення живопису, звідки перевівся 1967 року в Казанське художнє училище імені Н. І. Фешина, закінчивши у 1968 році відділення живопису.
У 1971 році, після служби у лавах Радянської армії, вступив на мальовничий факультет Санкт-Петербурзького інституту живопису ім. І. Ю. Рєпіна (майстерня професора Й. О. Серебряного), який закінчив у 1977 році з дипломною роботою «Художник міста-фронту» (оцінка — добре). Присвоєно кваліфікацію художника-живописця, педагога.
З 1977 по 1988 працював за розподілом у Володимирському союзі художників.
У 1989 році (за іншими даними — з 1975 року) прийнятий до секції живопису Спілки художників РРФСР.
1989 року єпископом Владимирським і Суздальським Валентином (Міщуком) висвячений у сан ієрея, після чого проходив служіння у низці населених пунктів Володимирської області. У 1991 році призначений священнослужителем відновленого Троїцького жіночого монастиря, а з 1996 року — настоятелем Смоленського храму міста Мурома.

## Творчість
Автор численних мистецьких робіт, учасник міських, обласних, регіональних, республіканських та закордонних виставок. Останніми роками працює у жанрі авангарду, має майстерню та салон у місті Муромі.
Виставки
- 1972 — групова
- 1981 — Муром (персональна)
- 1988 — Москва ЦДХ (групова)
- 2000 — Муром (персональна, з Ольгою Абрамовою)
- 2002 — персональна

## Церковна діяльність
1990 року висвячений у сан священника. З 1996 року — настоятель Смоленської церкви в м. Муромі та духовник Муромського благодійства.

## Родина
- Дружина — Ольга Борисівна Абрамова (нар. 1960) — художник-графік, член Спілки художників Росії, випускниця Муромської художньої школи (1977); Володимирського педагогічного інституту ім. П. І. Лебедєва-Полянського (художньо-графічний факультет, 1983)[6][7].
- Дочка — Поліна Горячова (нар. 1979)
- Син — Федор Абрамов (нар. 1987) - художник-скульптор, випускник Московського Державного Художнього інституту ім. В.І.Сурикова (факультет скульптури, 2015), член Спілки художників Росії, Московської спілки художників та Творчої спілки художників.